# Mont Iyogatake
Le mont Iyogatake (伊予ヶ岳, Iyoga-take) est une montagne culminant à 336 m située à la limite de la ville de Minamibōsō dans la préfecture de Chiba au Japon. Le mont Iyogatake se trouve à l'ouest du district de montagne de Mineoka (en) dans les collines de Bōsō, à proximité du mont Tomi. La montagne tient son nom de sa ressemblance avec le mont Ishizuchi dans la préfecture d'Ehime, ancienne province d'Iyo.